# Polostín

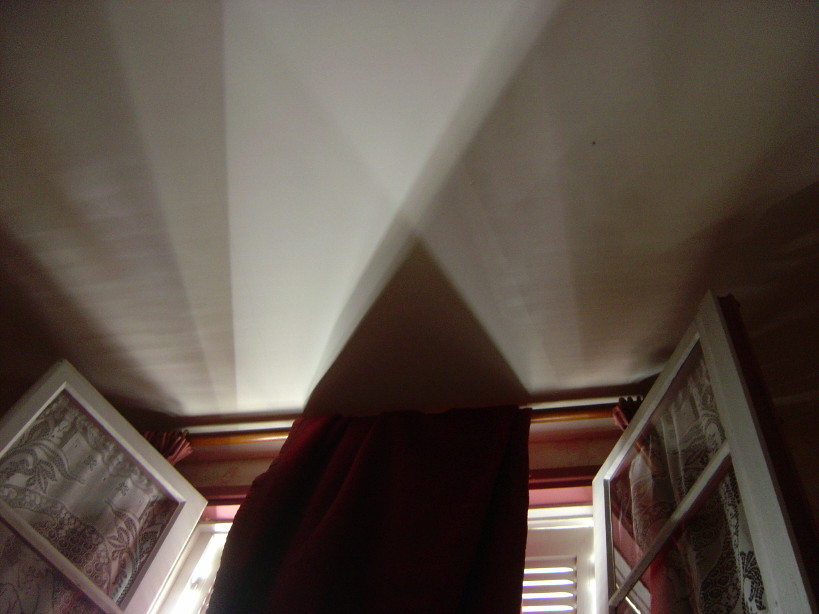
Hra stínů a polostínů na stropě místnosti.

Polostín je označení pro nepřímo osvětlené místo, kde není ještě intenzivní stín. Polostín ale může být také místo, kde je alespoň část denní doby stín a část dne světlo (například přímé slunce dopoledne, zbytek dne stín). 
Řada rostlin má v oblibě polostinná místa, například v lese pod stromy, což ovšem nemusí platit o místech ve stínu.